# Vincent van den Berg
Vincent van den Berg (Schiedam, 19 januari 1989) is een voormalig betaald voetballer

## Carrière
De aanvallende middenvelder speelde in de jeugdopleiding van sc Heerenveen en Arsenal FC, maar wist geen vaste waarde te worden in het eerste elftal. Van den Berg kwam tijdens zijn tijd in Engeland op huurbasis uit voor FC Zwolle en Go Ahead Eagles, maar vond geen nieuwe profclub nadat zijn contract bij Arsenal afliep. Hij probeerde nog een contract bij Sparta in de wacht te slepen, maar in een testwedstrijd met Jong Sparta moest hij al vroeg in de wedstrijd afhaken met een blessure. Momenteel komt hij nog uit als amateur voor Excelsior Maassluis.

### Carrièrestatistieken
| Seizoen         | Club              | Land            | Competitie      | Competitie | Competitie | Beker | Beker | Internationaal | Internationaal | Overig | Overig | Totaal | Totaal |
| Seizoen         | Club              | Land            | Competitie      | Wed.       | Dlp.       | Wed.  | Dlp.  | Wed.           | Dlp.           | Wed.   | Dlp.   | Wed.   | Dlp.   |
| --------------- | ----------------- | --------------- | --------------- | ---------- | ---------- | ----- | ----- | -------------- | -------------- | ------ | ------ | ------ | ------ |
| 2007/08         | Arsenal FC        | Engeland        | Premier League  | 0          | 0          | 0     | 0     | 0              | 0              | 0      | 0      | 0      | 0      |
| 2007/08         | → Go Ahead Eagles | Nederland       | Eerste divisie  | 4          | 0          | 0     | 0     | 0              | 0              | 0      | 0      | 4      | 0      |
| 2008/09         | Arsenal FC        | Engeland        | Premier League  | 0          | 0          | 0     | 0     | 0              | 0              | 0      | 0      | 0      | 0      |
| 2008/09         | → FC Zwolle       | Nederland       | Eerste divisie  | 0          | 0          | 0     | 0     | 0              | 0              | 0      | 0      | 0      | 0      |
| Carrière totaal | Carrière totaal   | Carrière totaal | Carrière totaal | 4          | 0          | 0     | 0     | 0              | 0              | 0      | 0      | 4      | 0      |